# کارلو رامبالدی
کارلو رامبالدی (به ایتالیایی: Carlo Rambaldi)، ‏ (زاده ۱۵ سپتامبر ۱۹۲۵ - درگذشته ۱۰ اوت ۲۰۱۲)هنرمند متخصص جلوه‌های ویژه سینما اهل ایتالیا بود. او به خاطر خلق شخصیت‌های داستانی، چون "ئی.تی." و کینگ کنگ شهرت جهانی داشت.

## زندگی‌نامه
کارلو رامبالدی در ۱۵ سپتامبر سال ۱۹۲۵ در شهر کوچکی به نام ویگارانو مایناردا (Vigarano Mainarda) در نزدیکی شهر فرارا واقع در شمال شرقی ایتالیا به دنیا آمد.
او تحصیلات خود در رشته هنر را در شهر بولونیا به اتمام رساند و از سال ۱۹۵۶ که برای ساخت یک اژدهای ۱۶ متری دعوت به کار شد، استعداد خود را در زمینه طراحی و ساخت شخصیت‌های داستان‌های خیالی نشان داد.
رمبالدی سپس به رم دعوت شد و از آنجا راه ورودش به هالیوود را هموار کرد تا در فیلم کینگ کنگ گوریل عظیم‌الجثه افسانه‌ای را بسازد.
او با کارگردانان ایتالیایی مشهوری چون پیر پائولو پازولینی و داریو آرجنتو هم همکاری کرد اما شهرت جهانی اش را پس از ورود به سینمای هالیوود به دست آورد.
او به خاطر همکاری با استیون اسپیلبرگ در فیلم ئی.تی. موجود فرازمینی، ریدلی اسکات در فیلم بیگانه و جان گیلرمینز در فیلم کینگ کونگ سه بار جایزه اسکار جلوه‌های ویژه را دریافت کرد.
ئی.تی.، شخصیت فضایی که رامبالدی برای فیلم استیون اسپیلبرگ خلق کرد، برای خیلی‌ها، تنها تصویر باورپذیر از یک موجود فضایی است.
رامبالدی خودش را همیشه کودکی توصیف می‌کرد که دوست دارد بازی کند و اسباب بازی بسازد.
او روزهای آخر عمرش را در بیمارستانی در شهر لامتزیا ترمه در منطقه کالابریا ایتالیا گذراند و عاقبت پس از سال‌ها دست و پنجه نرم کردن با بیماری در روز جمعه ۱۰ اوت ۲۰۱۲ در سن ۸۶ سالگی درگذشت.